# Avenue Roger-Salengro (Marseille)
Pour les articles homonymes, voir Avenue Roger-Salengro.
L’avenue Roger-Salengro est une voie marseillaise située dans les 2e, 3e et 15e arrondissements de Marseille. 

## Situation et accès
Cette grande avenue en grande partie à sens unique relie le centre-ville aux quartiers nord de la ville.
 Elle démarre dans le quartier de la Villette, au carrefour avec l’avenue Camille-Pelletan, les rues Hoche et Eugène-Pottier. Elle traverse en ligne droite ce même quartier jusqu’à l’intersection avec les boulevards National et Mirabeau où elle délimite les quartiers d’Arenc et de Saint-Mauront. À partir de l’intersection avec la rue d'Anthoine et le boulevard de Briançon, elle entre dans le quartier des Crottes. Elle passe sous le pont de l’autoroute A557 à hauteur des places Bougainville et Cazemajou. Elle se termine à l’intersection avec la rue de Lyon, le boulevard Christophe-Moncada et l’avenue Félix-Zoccola.
Elle longe de nombreuses résidences anciennes et nouvelles construites par l’opération de rénovation urbaine Euroméditerranée.

## Origine du nom
La rue doit son nom à Roger Salengro (1890-1936), homme politique français. 

## Historique
Nommée auparavant « avenue d’Arenc » elle prend son nom actuel par délibération du conseil municipal du 13 mai 1938. Elle reprend son ancien toponyme en 1941 pendant l'occupation de la France par l'Allemagne et redevient « avenue Roger-Salengro » en 1945. 
Jusqu’en 2006, la voie faisait partie de la route nationale 8 qui reliait Aix-en-Provence à Toulon.

## Bâtiments remarquables et lieux de mémoire
- Au no 40 est implanté le data center MRS1 de la société américaine Digital Realty[2].
- Entre les rues Désirée-Clary et Melchior-Guinot, l’avenue longe l’hôpital européen de Marseille, qui occupe depuis 2012 deux  îlots de la « trame Mirès » où se trouvaient de nombreux commerces ainsi qu’une partie de la rue de Ruffi.
- Au no 248 se trouve le siège social du journal La Provence.